# Flat Eric

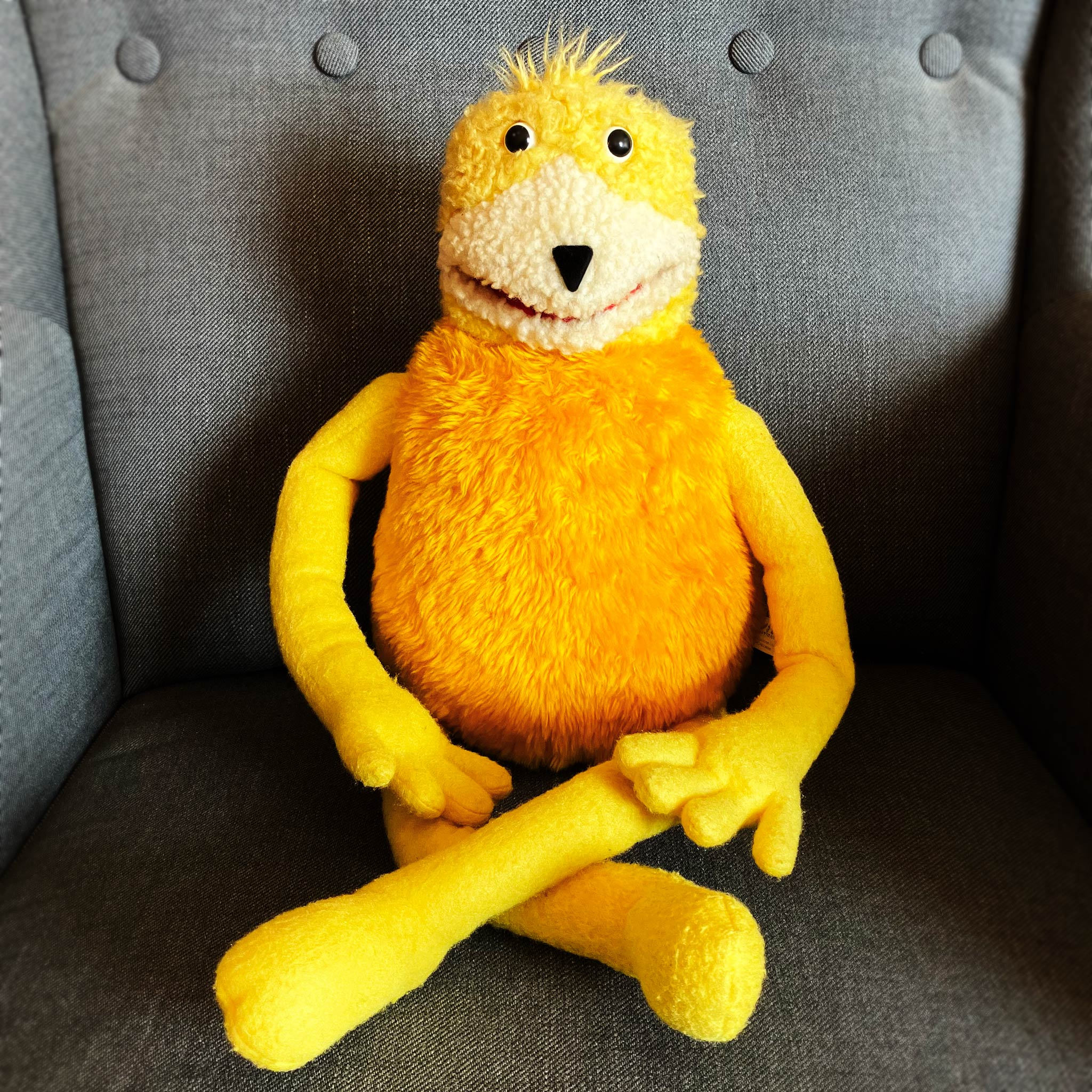
Flat Eric Puppe

Flat Eric ist eine gelbe bärenartige Puppe mit langen Armen und Beinen, die von Jim Hensons Creature Shop (unter anderem Muppets, Fraggles) für Werbespots der US-amerikanischen Jeansmarke Levi’s gebaut wurde.

## Beschreibung
Der französische Musiker und Filmemacher Quentin Dupieux alias Mr. Oizo hatte die Idee zu der Figur und dem dazugehörigen Titel Flat Beat, der sich 1999 europaweit in den Top Ten der Charts platzieren konnte. In Deutschland erreichte die Single Platz eins der Charts und hielt sich elf Wochen in den Top Ten. Im Musikvideo zu Flat Beat ist Flat Eric im Chefsessel eines Büros zu sehen, unter anderem beim „Rauchen“ eines Würstchens. In den Werbespots ist er zusammen mit seinem Fahrer Angel in Kalifornien unterwegs.
Von 2001 bis 2003 tauchte die Puppe wiederholt in der britischen Comedyserie The Office auf; 2004 war sie zusammen mit David Soul in einem TV-Werbespot für ein britisches Automobilmagazin zu sehen.
Am 24. Juni 2011 kam sein neues Album Flat Erics heraus, fast genau zwölf Jahre nach seinem ersten Track.